# (85267) Taj Mahal
(85267) Taj Mahal est un astéroïde de la ceinture principale.

## Description
(85267) Taj Mahal est un astéroïde de la ceinture principale. Il fut découvert le 12 janvier 1994 à Colleverde par Vincenzo Silvano Casulli. Il présente une orbite caractérisée par un demi-grand axe de 2,41 UA, une excentricité de 21,9 et une inclinaison de 288,1° par rapport à l'écliptique.